# Bassaniodes socotrensis
Bassaniodes socotrensis Pocock, 1903 è un ragno appartenente alla famiglia Thomisidae.
È l'unica specie nota del genere Bassaniodes.

## Distribuzione
L'unica specie oggi nota di questo genere è stata rinvenuta sull'isola di Socotra.

## Tassonomia
L'aracnologo Lehtinen, in un lavoro del 2002, non essendo più possibile esaminare gli esemplari originari descritti da Pocock nel 1903, propende per considerare questo esemplare come sinonimo più recente di Xysticus ferox O. Pickard-Cambridge, 1876, a causa della notevole somiglianza dei disegni degli epigini
Dal 1903 non sono stati esaminati altri esemplari, né sono state descritte sottospecie al 2014.